# La semilla del silencio
La semilla del silencio és una pel·lícula policíaca colombiana de 2015 dirigida per Juan Felipe Cano i protagonitzada per Andrés Parra, Angie Cepeda i Julián Román. Va ser seleccionada com una de les representants de Colòmbia en la categoria de Millor Pel·lícula Estrangera en l'edició No. 89 dels Premis Oscar, però finalment no va ser escollida entre les nominades. A la IV edició dels Premis Platino Angie Cepeda fou nominada al premi a la millor actriu.

## Sinopsi
María del Rosario Duran, una advocada que es trobava realitzant una recerca, és assassinada misteriosament. El detectiu Jorge Salcedo es fa càrrec del cas, veient-se embolicat en una sèrie de situacions que posen la seva pròpia vida en risc.

## Repartiment
- Julián Román com Roberto Guerrero.
- Angie Cepeda com María del Rosario Durán.
- Andrés Parra com Jorge Salcedo.
- Christian Tappan com Fabrizio Mendez.
- Alejandro Buitrago com Samuel Hincapié.
- Julieth Restrepo com Lina.